# Liste der Bodendenkmäler in Traitsching
Auf dieser Seite sind die Bodendenkmäler in der Oberpfälzer Gemeinde Traitsching zusammengestellt. Diese Tabelle ist eine Teilliste der Liste der Bodendenkmäler in Bayern. Grundlage ist die Bayerische Denkmalliste, die auf Basis des Bayerischen Denkmalschutzgesetzes vom 1. Oktober 1973 erstmals erstellt wurde und seither durch das Bayerische Landesamt für Denkmalpflege geführt wird. Die folgenden Angaben ersetzen nicht die rechtsverbindliche Auskunft der Denkmalschutzbehörde.

## Bodendenkmäler der Gemeinde Traitsching

### Bodendenkmäler in der Gemarkung Atzenzell
| Lage                 | Objekt | Akten-Nr.     | Bild |
| -------------------- | --- | ------------- | ---- |
| Atzenzell (Standort) | Archäologische Befunde des Mittelalters und der frühen Neuzeit im Bereich des ehemaligen Schlosses von Atzenzell. | D-3-6841-0073 |      |

### Bodendenkmäler in der Gemarkung Birnbrunn
| Lage                 | Objekt | Akten-Nr.     | Bild |
| -------------------- | --- | ------------- | ---- |
| Birnbrunn (Standort) | Archäologische Befunde des Mittelalters und der frühen Neuzeit im Bereich des abgegangenen Schlosses von Birnbrunn. | D-3-6842-0017 |      |

### Bodendenkmäler in der Gemarkung Loifling
| Lage                | Objekt | Akten-Nr.     | Bild |
| ------------------- | --- | ------------- | ---- |
| Loifling (Standort) | Archäologische Befunde des Mittelalters und der frühen Neuzeit im Bereich des Schlosses von Loifling, darunter die Spuren von Vorgängerbauten bzw. älterer Bauphasen. | D-3-6841-0072 |      |

### Bodendenkmäler in der Gemarkung Sattelbogen
| Lage                   | Objekt | Akten-Nr.     | Bild |
| ---------------------- | --- | ------------- | ---- |
| Sattelbogen (Standort) | Archäologische Befunde des abgegangenen frühneuzeitlichen Schlosses und der mittelalterlichen Burg Sattelbogen, archäologische Befunde des Mittelalters und der frühen Neuzeit im Bereich der katholischen Kuratiekirche St. Nikolaus in Sattelbogen, ehemals Schloss- bzw. Burgkapelle. | D-3-6841-0021 |      |

### Bodendenkmäler in der Gemarkung Sattelpeilnstein
| Lage                        | Objekt | Akten-Nr.     | Bild |
| --------------------------- | --- | ------------- | ---- |
| Sattelpeilnstein (Standort) | Mittelalterlicher Erdstall. | D-3-6841-0019 |      |
| Sattelpeilnstein (Standort) | Archäologische Befunde des Mittelalters und der frühen Neuzeit im Bereich des Schlosses von Sattelpeilnstein.                                                                                                  | D-3-6841-0074 |      |
| Sattelpeilnstein (Standort) | Mittelalterlicher Burgstall. | D-3-6841-0147 |      |
| Sattelpeilnstein (Standort) | Archäologische Befunde des Mittelalters und der frühen Neuzeit im Bereich der katholischen Pfarrkirche St. Peter und Paul in Sattelpeilnstein, darunter die Spuren von Vorgängerbauten bzw. älterer Bauphasen. | D-3-6841-0148 |      |
| Sattelpeilnstein (Standort) | Mittelalterlicher Erdstall. | D-3-6842-0016 |      |

### Bodendenkmäler in der Gemarkung Traitsching
| Lage                   | Objekt | Akten-Nr.     | Bild |
| ---------------------- | --- | ------------- | ---- |
| Traitsching (Standort) | Frühmittelalterlicher Ringwall. | D-3-6841-0027 |      |
| Traitsching (Standort) | Archäologische Befunde des Mittelalters und der frühen Neuzeit im Bereich der Pfarrkirche St. Leonhard in Wilting, darunter die Spuren von Vorgängerbauten bzw. älterer Bauphasen. | D-3-6841-0075 |      |
| Traitsching (Standort) | Grabhügel vorgeschichtlicher Zeitstellung. | D-3-6842-0012 |      |